# グイダントーニオ・ダ・モンテフェルトロ
グイダントーニオ・ダ・モンテフェルトロ（Guidantonio da Montefeltro, 1377年 - 1443年2月）は、イタリアの貴族。1404年よりウルビーノ伯。

## 生涯
1404年、父であるアントニオ2世・ダ・モンテフェルトロの死去により、一族の領地であったイタリアのマルケ周辺を継承した。
のちに、教皇の宗主権を放棄し、ナポリ王のラディズラーオ1世と同盟を組んだ。1411年にラディズラーオ1世はローマを制圧した。
グレゴリウス12世により破門されると、その動きを利用してアッシジ征服へ向かった。また、カーリ、フォルリ、フォルリンポーポリの城を支配下に置いた。
のちにローマ教皇のマルティヌス5世と、彼の敵であったブラッチョ・ダ・モントーネと和解した。 1427年にウルバーニアを占領した。
1443年に死去。彼の息子であるオッダントーニオ (Oddantonio da Montefeltro) がウルビーノ伯を後継した。

## 家族
1397年にレンガルダ・ダ・マラテスタと結婚したが、2人の間に子供は生まれなかった。
グイダントーニオはカテリーナ・コロンナと再婚し、9人の子が産まれた。
オッダントーニオとは別の有名なグイダントーニオの子にフェデリーコ・ダ・モンテフェルトロがいる。フェデリーコはウルビーノ公であり、イタリア・ルネサンス芸術の最も著名なパトロンの一人であった。また、娘のスヴェヴァはペーザロを治めたアレッサンドロ・スフォルツァと結婚している。